# ꭤ
Cette page contient des caractères spéciaux ou non latins. S’ils s’affichent mal (▯, ?, etc.), consultez la page d’aide Unicode.
ꭤ (uniquement en minuscule), appelé alpha réfléchi culbuté ou alpha inversé, est une lettre additionnelle de l’alphabet latin qui est utilisée dans la transcription phonétique.

## Utilisation
Dans le Handbook of the linguistic geography of New England, ‹ ꭤ › est utilisé pour représenter une voyelle ouverte postérieure non arrondie [ɑ], et ‹ ɑ › pour une voyelle ouverte centrale non arrondie [ɑ̈] ou [ä]. Dans d’autres ouvrages, l’alpha culbuté ‹ ɒ › est parfois utilisé pour dénoter à la fois une voyelle ouverte postérieure non arrondie et une voyelle ouverte postérieure arrondie.

## Représentations informatiques
L’alpha renversé peut être représenté avec les caractères Unicode (Latin étendu E) suivants :
| formes    | représentations | chaînes de caractères | points de code | descriptions                           |
| --------- | --------------- | --------------------- | -------------- | -------------------------------------- |
| minuscule | ꭤ               | ꭤ                     | U+AB64         | lettre minuscule latine alpha renversé |